# 2018 v hudbě
Tento článek obsahuje události související s hudbou, které proběhly v roce 2018.

## Události
- Eurovision Song Contest 2018
- Eurovision Asia Song Contest 2018

## Vydaná alba

### Česká hudební alba

#### Leden
| Den | Album                        | Umělec                              | Poznámky    |
| --- | ---------------------------- | ----------------------------------- | ----------- |
| 1.  | Přes kamení                  | Together                            |             |
| 5.  | Bedřich Smetana: Má vlast    | Jiří Bělohlávek a Česká filharmonie |             |
| 12. | Síla je v nás                | Šárka Marková                       |             |
| 17. | Bohuslav Martinů – Madrigaly | Martinů Voices                      |             |
| 19. | Po půlnoci                   | Mandrage                            |             |
| 19. | Já půjdu dál (Live 70)       | Helena Vondráčková                  | CD nebo DVD |
| 26. | Pozorovatelna                | Jazz Q                              | reedice     |
| 30. | Ad Astra                     | Awali                               |             |
|     | Navěky a den                 | Sakrapes                            |             |

#### Únor
| Den | Album                                                         | Umělec                                               | Poznámky |
| --- | ------------------------------------------------------------- | ---------------------------------------------------- | -------- |
| 2.  | Pár tónů, které přebývají                                     | Václav Hrabě, Mirek Kovářík, Vladimír Mišík & Etc... | reedice  |
| 4.  | Miles in Chains                                               | Blue Apple                                           | EP       |
| 6.  | Quarter to Three                                              | Quarter to Three                                     |          |
| 16. | No Way Back                                                   | Vees                                                 |          |
| 16. | Black Yoga                                                    | Ghost Of You                                         |          |
| 16. | Franz Xaver Richter: Te deum, Exsultate deo, Hobojový koncert | Czech Ensemble Baroque                               |          |
| 16. | Lovecká hudba starých českých mistrů                          | Collegium Musicum Pragensae                          |          |
| 16. | 1968 / 50 hitů roku naděje a zrady                            | různí                                                |          |
| 22. | Všecko bude                                                   | Fleret                                               |          |
| 22. | Otázky                                                        | Lucie Redlová                                        | EP       |
| 23. | Act of Creation                                               | Sebastien                                            |          |
| 28. | Prach a vzduch                                                | Traktor                                              | 2CD+DVD  |
| 28. | Ab Origine                                                    | Adam Urban & Aficionados                             |          |

#### Březen
| Den | Album                                               | Umělec                                       | Poznámky                          |
| --- | --------------------------------------------------- | -------------------------------------------- | --------------------------------- |
| 1.  | Tyče nevyhnutelné                                   | Pavel Zlámal a PQ                            |                                   |
| 1.  | Smudges                                             | Mastermind                                   |                                   |
| 2.  | Semafor léta 1989–2015                              | Jiří Suchý a další                           | 11CD                              |
| 2.  | Ryby, raci                                          | Mirek Kemel                                  |                                   |
| 2.  | Country Gold 60. a 70. léta                         | různí                                        |                                   |
| 5.  | Dead Man Walking                                    | Marpo                                        |                                   |
| 8.  | Levák                                               | Doctor P.P.                                  |                                   |
| 9.  | Podnohama Zem                                       | AG Flek                                      |                                   |
| 9.  | Blázen jsem ve své vsi                              | Karel Vepřek                                 |                                   |
| 9.  | V uspěchaný době                                    | Pedopat                                      |                                   |
| 16. | Pohádky                                             | ILLE                                         |                                   |
| 16. | Tak se věci mají                                    | Něžná noc (Jan Sahara Hedl + Blanka Šrůmová) |                                   |
| 16. | O ptácích a rybách                                  | BraAgas                                      |                                   |
| 16. | Gustav Mahler – Píseň o zemi                        | Dagmar Pecková, Richard Samek a další        |                                   |
| 16. | Všechno je proměnlivé / Zakázané koncerty 1974–1981 | Jan Vodňanský, Petr Skoumal                  |                                   |
| 19. | Srdcem ženou                                        | Miloslav König                               |                                   |
| 21. | Tomtor                                              | Kubatko                                      |                                   |
| 23. | ZE.MĚ                                               | Barbora Poláková                             |                                   |
| 23. | Nadechnutí                                          | Čechomor                                     | CD, 2LP nebo MC                   |
| 23. | Barvy                                               | Michal Kindl                                 |                                   |
| 23. | Tugriki                                             | Tugriki (Dorota Barová + Korben Dallas)      |                                   |
| 23. | Velký flám (Zlaté album)                            | Dalibor Janda                                | 2CD                               |
| 23. | Krysař 1996–2018                                    | Daniel Landa                                 |                                   |
| 29. | Back To The Past (The Best Of...)                   | Našrot                                       | 3CD                               |
| 30. | Siločáry                                            | Martin Kratochvíl                            | LP (album vyšlo 8. prosince 2017) |
| 30. | Marx, Engels, Beatles                               | Vltava                                       | reedice                           |
| 30. | Když bozi zestárnou                                 | Vltava                                       | reedice                           |
| 31. | About Us, Without Us                                | Exorcizphobia                                |                                   |

#### Duben
| Den | Album                                  | Umělec                                                           | Poznámky                      |
| --- | -------------------------------------- | ---------------------------------------------------------------- | ----------------------------- |
| 4.  | Pilarka a přátelé                      | Eva Pilarová                                                     |                               |
| 6.  | Pořád jsem to já                       | Ilona Csáková                                                    |                               |
| 6.  | Srdce                                  | Jakub Děkan                                                      |                               |
| 6.  | Hej Romale                             | Čhavorenge, Ida Kelarová, Česká filharmonie                      |                               |
| 6.  | Nothing Like Before                    | dné                                                              |                               |
| 6.  | Straka v hrsti                         | Pražský výběr                                                    | reedice, CD i LP              |
| 6.  | Corrida                                | Kabát                                                            | reedice na MC                 |
| 6.  | Go satane go                           | Kabát                                                            | reedice na MC                 |
| 6.  | Best of                                | Daniel Landa                                                     | reedice na MC                 |
| 13. | Hudba budoucnosti                      | dalekko                                                          |                               |
| 13. | Hapková zpívá Hapku – Kdo jinej než já | Petra Hapková                                                    |                               |
| 13. | Works for Cello and Piano              | Štěpán Filípek a Katelyn Bouska                                  |                               |
| 20. | Slzy                                   | Bára Basiková                                                    |                               |
| 20. | Písničky Tvminiuni 3: Mezi hvězdami    | různí                                                            |                               |
| 20. | Antonín Dvořák: Moravské dvojzpěvy     | Simona Šaturová, Markéta Cukrová, Petr Nekoranec, Vojtěch Spurný |                               |
| 27. | Lyrika                                 | Lipo                                                             |                               |
| 27. | Main Streams                           | Ondřej Brousek                                                   |                               |
| 27. | Cherries On Air (Chuchel Soundtrack)   | DVA                                                              | digitálně, LP vyšlo 31.5.2018 |
|     | Vlaštovka                              | Deloraine                                                        |                               |

#### Květen
| Den | Album                        | Umělec                           | Poznámky                                                |
| --- | ---------------------------- | -------------------------------- | ------------------------------------------------------- |
| 4.  | Ukolébavky                   | Pavel Jurkovič                   |                                                         |
| 4.  | Šmidli fidli                 | Harlej                           | 2CD+DVD                                                 |
| 4.  | Zemětřesení                  | Zemětřesení                      | reedice                                                 |
| 8.  | Milovat                      | Decultivate                      |                                                         |
| 11. | Smutnice                     | Silent Stream of Godless Elegy   |                                                         |
| 11. | 20 let Neřež                 | Neřež                            | 2CD, na prvním CD reedice alba Nebezpečný síly + bonusy |
| 11. | Písničky filmových princezen | různí                            | 2CD                                                     |
| 16. | Reflections                  | Sunset Trail                     |                                                         |
| 18. | Sklep naposlech 2015–2017    | Divadlo Sklep                    |                                                         |
| 18. | Lo-Fi Life                   | The Atavists                     | CD nebo LP                                              |
| 18. | Essential /Zlatá kolekce     | Katapult                         | 3CD                                                     |
| 18. | Recollection                 | Jiří Bělohlávek                  | 8CD                                                     |
| 25. | Chce to hit!                 | Poletíme?                        |                                                         |
| 25. | S tebou                      | Tereza Kerndlová                 |                                                         |
| 25. | Mapa lásky                   | Štefan Margita                   |                                                         |
| 25. | V Rudolfinu                  | Michal Hrůza                     |                                                         |
| 25. | Životní režim                | Vladimír Mišík                   |                                                         |
| 25. | Konnichiwa                   | Mirai                            | album z října 2017, vydání na LP                        |
|     | Chladno, ale jasno           | Zdenek Barták & Milan Kramarovič |                                                         |

#### Červen
| Den | Album                      | Umělec                | Poznámky       |
| --- | -------------------------- | --------------------- | -------------- |
| 1.  | Rocket Bus                 | Bloody Donuts         |                |
| 1.  | Vinyl Box                  | Lucie                 | box 9LP        |
| 1.  | Stínítko                   | Čáry života           |                |
| 6.  | Asymbiosis                 | Noisebleed            |                |
| 8.  | Ta pravá                   | Karel Gott            |                |
| 8.  | Vlastní svět               | Marek Ztracený        |                |
| 8.  | Planeta Z                  | Street69              |                |
| 8.  | Sinfonia su una cantilena  | Jan Málek             |                |
| 8.  | Jarek Nohavica v Gongu     | Jaromír Nohavica      | CD+DVD         |
| 8.  | Smutkům na kabát           | Zuzana Navarová       | reedice na 2LP |
| 15. | Je tu léto                 | Walda Gang            |                |
| 15. | Love Songs                 | Chinaski              |                |
| 15. | Bleděmodré město           | Nevermore & Kosmonaut |                |
| 15. | Chodníkový blues           | Katapult              | reedice na LP  |
| 21. | Nekonečno                  | FROM                  |                |
| 21. | Povodí Ohře                | Povodí Ohře           |                |
| 22. | Beethoven: Klavírní sonáty | Jan Bartoš            |                |
| 24. | Nad hladinou               | Nelly                 | singl          |
| 29. | A Portrait Of John Doe     | Floex & Tom Hodge     |                |

#### Červenec
| Den | Album      | Umělec      | Poznámky         |
| --- | ---------- | ----------- | ---------------- |
| 5.  | Live       | Kamelot     | DVD nebo Blu-ray |
| 11. | Nitrožilní | Člověk krve | singl            |

#### Srpen
| Den | Album           | Umělec      | Poznámky |
| --- | --------------- | ----------- | -------- |
| 24. | Létající peřina | různí       |          |
| 31. | All I Know      | Thom Artway |          |

#### Září
| Den | Album             | Umělec           | Poznámky                |
| --- | ----------------- | ---------------- | ----------------------- |
| 7.  | SpOlu             | Tomáš Klus       | CD, LP vyšlo 30.11.2018 |
| 7.  | V okamžiku        | Nelly            | EP                      |
| 11. | Pan Optikum       | Vesper           |                         |
| 14. | Trilobit          | Olympic          | LP vyšlo 2.11.2018      |
| 21. | Já nemám strach   | Hana Zagorová    |                         |
| 21. | Sexy Exity        | Xindl X          |                         |
| 21. | Infinite Dance    | Please The Trees |                         |
| 21. | Teorie dospělosti | Cermaque         | pouze digitálně         |
| 21. | Veď mě            | Cocotte Minute   | EP                      |
| 22. | Poddoteky         | Přeskopec        |                         |

#### Říjen
| Den | Album                                              | Umělec                                        | Poznámky                                                                               |
| --- | -------------------------------------------------- | --------------------------------------------- | -------------------------------------------------------------------------------------- |
| 5.  | Muž s bílým psem                                   | Radůza                                        | CD+kniha+audiokniha                                                                    |
| 5.  | Eg                                                 | Zabelov Group                                 |                                                                                        |
| 9.  | Epoque Quartet plays Jan Kučera                    | Epoque Quartet                                | digitálně, fyzicky na CD vyšlo 26.10.2018                                              |
| 12. | Glow                                               | Support Lesbiens                              |                                                                                        |
| 12. | Barvy                                              | Marta Jandová                                 |                                                                                        |
| 12. | MMXVIII                                            | Manon Meurt                                   | CD nebo LP                                                                             |
| 12. | Iluzja                                             | Dorota Barová                                 |                                                                                        |
| 19. | Chamaleo                                           | Never Sol                                     |                                                                                        |
| 19. | Lady Soul                                          | Marie Rottrová                                |                                                                                        |
| 19. | Nadechnutí Jinak                                   | Čechomor                                      | nová edice alba Nadechnutí; kromě klasického vydání vyšla i limitovaná číslovaná edice |
| 19. | Já ti zabrnkám                                     | Václav Neckář                                 | 2CD                                                                                    |
| 19. | Tři oříšky pro Popelku (soundtrack)                | Karel Svoboda                                 |                                                                                        |
| 19. | Černý racek                                        | Oldřich Veselý                                |                                                                                        |
| 19. | Bohuslav Martinů: What Men Live By / Symfonie č. 1 | Česká filharmonie, Jiří Bělohlávek            |                                                                                        |
| 19. | Smetana: Má vlast. Cyklus symfonických básní       | Česká filharmonie, Rafael Kubelík             | 2LP                                                                                    |
| 19. | Antonín Dvořák: Kvintety Op. 81 & 97               | Pavel Haas Quartet                            | reedice na LP                                                                          |
| 22. | Stuck In The Present                               | Face The Day                                  |                                                                                        |
| 22. | V siločarách                                       | Kryštof                                       | reedice na LP                                                                          |
| 22. | Valčík                                             | Daniel Landa                                  | reedice na LP                                                                          |
| 22. | Chcíply dobrý víly                                 | Daniel Landa                                  | reedice na LP                                                                          |
| 22. | Pozdrav z fronty                                   | Daniel Landa                                  | reedice na LP                                                                          |
| 23. | Akta X                                             | Ty Nikdy                                      | sampler                                                                                |
| 26. | Bad Time for Gentlemen                             | Monkey Business                               | CD nebo 2LP, 2LP vyšlo 30.11.2018                                                      |
| 26. | Spící                                              | Zrní                                          | EP                                                                                     |
| 26. | Hallelujah (Vánoční písně a koledy)                | Martin Chodúr a Janáčkova filharmonie Ostrava |                                                                                        |
| 26. | Když draka bolí hlava (soundtrack)                 | různí                                         |                                                                                        |
| 26. | Hoří horizont                                      | Daniel Landa                                  | singl                                                                                  |
| 26. | Start 02                                           | Visací zámek                                  | reedice na LP                                                                          |
| 26. | Duety (edice 2018)                                 | Karel Gott a Lucie Bílá                       | reedice                                                                                |
| 27. | The Tramp!                                         | Ty Syčáci                                     |                                                                                        |
| 29. | Bílá stížnost                                      | Vladimír Merta, Emil Viklický                 |                                                                                        |

#### Listopad
| Den | Album                                    | Umělec                      | Poznámky                              |
| --- | ---------------------------------------- | --------------------------- | ------------------------------------- |
| 1.  | Dívám se do noci                         | Sylvie Krobová              |                                       |
| 1.  | Láska pivo a rokenrol                    | Původní Bureš               |                                       |
| 2.  | Tulák po hvězdách                        | Progres 2                   | CD nebo 2LP s bonusovými skladbami    |
| 2.  | Miss maringotka                          | Wohnout                     |                                       |
| 2.  | Automatka                                | Mateřská.com                |                                       |
| 2.  | What's Next                              | Najponk                     |                                       |
| 2.  | Grace & Gratitude                        | Karel Růžička Quartet       |                                       |
| 2.  | Markéta Lazarová (soundtrack)            | Zdeněk Liška                | 2CD                                   |
| 2.  | Open Air                                 | Michal David                | 2CD                                   |
| 2.  | Orchestrální dílo                        | Vítězslava Kaprálová        |                                       |
| 2.  | Koncerty pro trubku a orchestr           | Jiří Houdek                 |                                       |
| 2.  | Teh Matadors Jubilejní edice (1968/2018) | The Matadors                | CD nebo LP                            |
| 8.  | Růže                                     | Lucie Vondráčková           |                                       |
| 9.  | EvoLucie                                 | Lucie                       | CD; 2LP vyšlo 5.12.2018               |
| 9.  | ¡Svobodu ředkvičkám!                     | Tři sestry                  |                                       |
| 9.  | Zapomenutý příběh                        | Ondřej Ruml                 |                                       |
| 9.  | Best Fuck Off / Pořád nás to baví        | Rybičky 48                  |                                       |
| 9.  | Best of 1993 – 2018                      | Anna K                      | CD; 2LP vyšlo 7.12.2018               |
| 9.  | Čekej tiše                               | Eva Olmerová                | reedice, CD nebo LP                   |
| 15. | Hluboký nádech                           | Dark Gamballe               |                                       |
| 16. | Oppidum                                  | Lenka Filipová              |                                       |
| 16. | Různorudé album                          | Ready Kirken                |                                       |
| 16. | Diamant                                  | Lvcas Dope a DJ Wich        |                                       |
| 16. | Ticho nad pekáčem                        | Trautenberk                 |                                       |
| 16. | Afterworld                               | Wishmasters                 |                                       |
| 16. | Live at Colours of Ostrava               | Mydy Rabycad                |                                       |
| 16. | Tereza Mašková                           | Tereza Mašková              |                                       |
| 16. | Nanoalbum                                | Tata Bojs                   | 2LP, reedice, remaster                |
| 16. | Dvořák: Klavírní kvartety č. 1 a č. 2    | Dvořákovo klavírní kvarteto |                                       |
| 16. | Hity, které si zpíváte o Vánocích        | různí                       | 2CD                                   |
| 17. | Let That Roll!                           | Snap Call                   | EP                                    |
| 21. | Pohádky z kafilerie                      | Není němý                   |                                       |
| 21. | Pátá bohyně                              | Vesna                       |                                       |
| 23. | Světelné léto                            | Půljablkoň                  |                                       |
| 23. | Součást                                  | Pavel Callta                |                                       |
| 23. | Protisvětlo                              | Petr Nikl                   |                                       |
| 23. | Frog Biscuits                            | Playground English          |                                       |
| 23. | Propustka do pekel                       | Divokej Bill                | reedice na LP                         |
| 23. | Jesus Christ Superstar                   | různí                       | reedice na 2LP                        |
| 23. | My 3                                     | Indy & Wich                 | reedice                               |
| 23. | New Me                                   | Tereza Mašková              | singl                                 |
| 27. | Orízontas gegonóton                      | Sorath                      |                                       |
| 28. | Tohle je vzkaz                           | Slávek Janoušek             |                                       |
| 29. | Desolation Peak                          | Houpací koně                |                                       |
| 29. | Lorenzovi hoši                           | YM                          | CD nebo LP+EP                         |
| 29. | Japonec                                  | YM                          |                                       |
| 30. | Má hra 1969–2018                         | Radim Hladík                | 4CD                                   |
| 30. | Bach: The Six Cello Suites               | Jiří Bárta                  |                                       |
| 30. | Cosmic Background Radiation              | I Love You Honey Bunny      |                                       |
| 30. | Vánoce dospělých                         | Concept Art Orchestra       |                                       |
| 30. | Kryštof na Strahově 2017                 | Kryštof                     | CD+DVD                                |
| 30. | Cesty na severozápad                     | Jan Hrubý                   | 3CD, reedice prvních tří sólových alb |

#### Prosinec
| Den | Album | Umělec             | Poznámky |
| --- | --- | ------------------ | -------- |
| 1.  | Země tvých dlaní | Kamelot            |          |
| 2.  | Irreversible Changes | Nylon Jail         |          |
| 3.  | Ewa Farna a Janáčkova filharmonie Ostrava | Ewa Farna          | CD+DVD   |
| 7.  | 10 let od Ztrácíš – Forum Karlín | Marek Ztracený     | DVD      |
| 7.  | Malvarma | Cold Blooded Fish  |          |
| 14. | Femme Fatale | Oceán              |          |
| 14. | Šachoffnice | Traktor            |          |
| 14. | Louvre | Žamboši            |          |
| 14. | KB Acoustic Stage | UDG                | CD+DVD   |
| 17. | Město | Jan Fic            |          |
| 19. | System | Hectic             |          |
| 27. | First I Thought Everyone’s Staring at Me but Then I Realized Nobody Cared – All the Creatures I Met Sitting on the Back Seat and How to Deal with What I’ve Learnt | Margo              |          |
| 28. | High On Being | Zofie Dares        |          |
|     | Diedina | Ponk               |          |
|     | Naživo! | Lovesong Orchestra |          |

### Zahraniční hudební alba
| - Avatar Country (Avatar) - Wrong Creatures (Black Rebel Motorcycle Club) - Vale (Black Veil Brides) - Camila (Camila Cabello) - No Cross No Crown (Corrosion of Conformity) - Sign of the Dragonhead (Leaves' Eyes) - 2640 (Francesca Michielin) - A Day with the Homies (Panda Bear) - Country Music Made Me Do It (Meghan Patrick) - What Happens Next (Joe Satriani) - Pounding the Pavement (Anvil) - Grimmest Hits (Black Label Society) - Mania (Fall Out Boy) - Ruins (First Aid Kit) - Lost on the Road to Eternity (Magnum) - VoiceNotes (Charlie Puth) - The Purple Tour Live (Whitesnake) - Common Ground (Above & Beyond) - Lione/Conti (Lione/Conti) - The Age of Absurdity (Phil Campbell and the Bastard Sons) - The Dangerous Summer (The Dangerous Summer) - The Time Is Now (Craig David) - Rise to Glory (Loudness) - Unsung Prophents and Dead Messiahs (Orphaned Land) - Freedom's Goblin (Ty Segall) - Dinosaur Warfare: Legend of the Power Saurus (Victorius) - The Urmuz Epigrams (John Zorn) - Here Come the Runts (Awolnation) - Five (Tony Banks) - Unbroken (Shannon Noll) - Thunderbolt (Saxon) - Man of the Woods (Justin Timberlake) - Coma Noir (The Atlas Moth) - Every Third Thought (David Duchovny) - Always Ascending (Franz Ferdinand) - The Queen Is Here (Ivy Queen) - Beloved Antichrist (Therion) - Ømni (Angra) - By the Way, I Forgive You (Brandi Carlile) - The Draining of Vergelmer (Thobbe Englund) - American Nightmare (American Nightmare / Give Up the Ghost) - Music for the Long Emergency (Poliça) - Rock 'n Roll Ain't Easy (Dizzy Reed) - Glass (Rjúiči Sakamoto a Alva Noto) - The Deep & the Dark (Visions of Atlantis) - Chasing the Sun (Chris Bay) - Mind Out of Matter (Scott Johnson) - Mozart's Mini-Mart (Go-Kart Mozart) - The Pimp Tape (Too Short) - The Roxy Performances (Frank Zappa) - Whistle Down the Wind (Joan Baez) - Die Cut (Cut Chemist) - Everything Was Beautiful, and Nothing Hurt (Moby) - Solipsis (Purest of Pain) - In Your Own Sweet Time (The Fratellis) - Both Sides of the Sky (Jimi Hendrix) - Year of the Tiger (Myles Kennedy) - AmeriKKKant (Ministry) - Decades (Nightwish) - Firepower (Judas Priest) - Only Human (Calum Scott) - Get Your Fight On! (Suicidal Tendencies) - American Utopia (David Byrne) - You Are Someone Else (Fickle Friends) - Stone Temple Pilots (Stone Temple Pilots) - Auri (Auri) - In a Moment: Music for Piano and Strings (Karl Berger) - Space Gun (Guided by Voices) - Knights Call (Axel Rudi Pell) - Best of Ayreon: Live (Ayreon) - Combat Sports (The Vaccines) - Electric Café (En Vogue) - Ventriloquism (Meshell Ndegeocello) - Lio Canta Caymmi (Lio) - Over and Out (Rick Parfitt) - Fidelis ad Mortem (Albert Bouchard a Mark Barkan) - Born to Break (The Amorettes) - The Shadow Theory (Kamelot) - Resistance Is Futile (Manic Street Preachers) - Erase Me (Underoath) - America (30 Seconds to Mars) - Messe Noire (Behemoth) - Temple of Lies (Bonfire) - Fearless (Gus G.) - Primal Heart (Kimbra) - My Indigo (My Indigo) - Insurrection (John Zorn) - Never Gonna Die (Pennywise) - Another Time, Another Place (Jennifer Warnes) - Kings Among Scotland (Anthrax) - Prevail II (Kobra and the Lotus) - Dirty Computer (Janelle Monáe) - Armor of Light (Riot V) | - Eonian (Dimmu Borgir) - Knightfall (Grailknights) - Music for Installations (Brian Eno) - Attention Attention (Shinedown) - Follow the Cipher (Follow the Cipher) - Icons of the New Days (Lords of Black) - Wouldn't It Be Great (Loretta Lynnová) - The Prodigal Son (Ry Cooder) - Queen of Time (Amorphis) - To Drink from the Night Itself (At the Gates) - Tell Me How You Really Feel (Courtney Barnett) - The Stars, the Oceans & the Moon (Echo & the Bunnymen) - And Justice for None (Five Finger Death Punch) - Live in Overhausen (Overkill) - Hands on the Wheel (Oliver Hartmann) - Sexorcism (Lordi) - Wildness (Snow Patrol) - Land of the Ending Time (Suotana) - Cheol-Kkot-Sae (Steel.Flower.Bird) (Okkyung Lee) - Noise Floor (Spock's Beard) - One of a Kind (Don Airey) - Tranquility Base Hotel & Casino (Arctic Monkeys) - Hell-On (Neko Case) - As Long as I Have You (Roger Daltrey) - Prequelle (Ghost) - Until Dawn (Elvellon) - Meditations (Kataklysm) - Downfall of Mankind (Nervosa) - Ye (Kanye West) - Kids See Ghosts (Kids See Ghosts) - Tectonic (Trillium) - My Midnight Things (Lizzy Borden) - For the Cause (Madball) - Viktoria (Marduk) - Pray for the Wicked (Panic! at the Disco) - I Hope You're Happy (Blue October) - Gravity (Bullet for My Valentine) - Both Directions at Once: The Lost Album (John Coltrane) - At the Edge of Time (Crystal Viper) - Sometimes the World Ain't Enough (The Night Flight Orchestra) - Cinematic (Owl City) - Ready Set Go (Sharks) - In a Convex Mirror (John Zorn) - Outlaws 'til the End: Vol. 1 (DevilDriver) - Ecstasy (Kissin' Dynamite) - The Switch (Body/Head) - Lamp Lit Prose (Dirty Projectors) - Live from Milan (Mr. Big) - Epica vs. Attack on Titan Songs (Epica) - The Sacrament of Sin (Powerwolf) - For the Love of Metal (Dee Snider) - Act II (Tarja Turunen) - All That Reckoning (Cowboy Junkies) - Thornstar (Lord of the Lost) - Full Nelson (Massive Wagons) - Apocalypse (Primal Fear) - Tangerine Reef (Animal Collective) - Lisboa Under the Spell (Moonspell) - Forever Warriors, Forever United (Doro Pesch) - Rainier Fog (Alice in Chains) - With Animals (Mark Lanegan a Duke Garwood) - Good to Go (Glen Matlock) - Heart of the Hurricane (Beyond the Black) - Hunter (Anna Calvi) - A Paranormal Evening at the Olympia Paris (Alice Cooper) - Kamikaze (Eminem) - Steelfactory (U.D.O.) - Trust in Rust (Van Canto) | - Egypt Station (Paul McCartney) - And Nothing Hurt (Spiritualized) - The Crossing (Alejandro Escovedo) - Kulkija (Korpiklaani) - Colors (Ivan Král) - Songs of Resistance 1942–2018 (Marc Ribot) - 13 Rivers (Richard Thompson) - Rise (The Unity) - Living the Dream (Uriah Heep) - Immortal (Ann Wilson) - The Big Bad Blues (Billy Gibbons) - Dhyana (Mayan) - Piano and a Microphone 1983 (Prince) - In the Blue Light (Paul Simon) - Plays Well with Others (Phil Collins) - Konoyo (Tim Hecker) - Enigma: Intermission II (Stratovarius) - Blood Red Roses (Rod Stewart) - Wouldn't It Be Great (Loretta Lynnová) - It's About Time (Chic) - SA (Jonathan Richman) - I Loved You at Your Darkest (Behemoth) - Schafe, Monster und Mäuse (Element of Crime) - Wax (KT Tunstall) - Trench (Twenty One Pilots) - Happy Xmas (Eric Clapton) - Masters of the Multiverse (Dragony) - Tattooed on My Brain (Nazareth) - A Wonderful Beast (Calvin Johnson) - Masters of the Sun (The Black Eyed Peas) - Nature (Paul Kelly) - Always In Between (Jess Glynne) - Helix (Amaranthe) - Anthem of the Peaceful Army (Greta Van Fleet) - Northward (Northward) - Evolution (Disturbed) - Here If You Listen (David Crosby) - Aviary (Julia Holter) - Shatner Claus: The Christmas Album (William Shatner) - Arcane Astral Aeons (Sirenia) - Sì (Andrea Bocelli) - Vector (Haken) - Honey (Robyn) - Human~Kelt (Alan Stivell) - The Machinic Unconscious (Wendy Eisenberg) - Negative Capability (Marianne Faithfullová) - Psalms (Hollywood Undead) - The Countdown (Richard Lloyd) - Garden of the Titans: Live at Red Rocks Amphitheatre (Opeth) - Winter in the Air (David Archuleta) - No Tourists (The Prodigy) - The 119 Show – Live in London (Lacuna Coil) - Simulation Theory (Muse) - Come Over When You’re Sober (Part Two) (Lil Peep) - The Pursuit of Vikings: 25 Years in the Eye of the Storm (Amon Amarth) - Thank You & Goodnight (Boyzone) - Salem, 1692 (John Zorn) - Symphonic Terror – Live at Wacken 2017 (Accept) - Phoenix (Rita Ora) - Partisan (Sodom) - Vindictive Miscreant (Master) - A Million Degrees (Emigrate) - Bitter-Sweet (Bryan Ferry) - A Brief Inquiry into Online Relationships (The 1975) - Songs for Judy (Neil Young) - The Prophet Speaks (Van Morrison) - Storm the Gates (Venom) |